# ماتزارا دل ولو
شهر  ماتزارا دل ولو (به ایتالیایی: Mazara del Vallo) با جمعیت ۵۱٬۴۳۶ نفر  در ناحیه سیسیل در کشور ایتالیا واقع شده‌است.